# Élections fédérales suisses de 1866
Les élections fédérales suisses de 1866 se sont déroulées le 28 octobre 1866. Ces élections permettent d'élire au système majoritaire les 128 députés répartis sur 47 arrondissements électoraux eux-mêmes répartis sur les 22 cantons, siégeant au Conseil national (chambre basse), pour une mandature de trois ans. Seuls les hommes suisses sont appelés à voter.
Dans tous les cantons, les élections au Conseil des États sont quant à elles toujours non régulées et certains cantons ont renouvelé leurs Sénateurs parfois plusieurs fois sur les trois années écoulées. Les Conseillers aux États sont élus, nommés ou désignés par les Grands Conseils, et ce à des dates variables.
Juste après les élections de 1863, la société d'étudiants Helvetia décide de faire campagne afin de réviser la Constitution afin de faire élire le Conseil fédéral directement par le Peuple. Au début de 1866, le Peuple est appelé à se prononcer sur 9 sujets constitutionnels proposés dont l'égalité de traitement entre les Juifs et les Chrétiens. Le 14 janvier 1866, le Peuple rejette 8 objets mais accepte à une courte majorité (50,8 %) l'égalité entre Juifs et Chrétiens. 
Pour ces élections depuis 1848, les Radicaux (centre-gauche) remportent pour la septième fois consécutivement le scrutin fédéral avec 54 sièges (-5) et 39,6 % des voix (-4,5). Mais néanmoins, compte tenu de leurs victoires précédentes, ces élections infligent un sérieux revers pour les Radicaux qui sont en nombre de sièges les perdants de cette élection. À l'inverse, avec 10 sièges (+4) le Mouvement Démocratique (gauche) est celui qui obtient le plus grand gain de sièges.
Ces élections ont débouché sur la 7e Législature qui s'est réunie pour la première fois le 3 décembre 1866.
Sur les 561 669 hommes âgés de 20 et plus et ayant droit de cité, 284 020 d'entre eux prirent part à ce scrutin, ce qui représente un taux de participation de 50,6% (+4 %). 
Toutefois, ces chiffres ne tiennent pas compte la participation dans 6 cantons (AI, AR, GL, OW, NW et UR) où les conseillers nationaux furent élus par les Landsgemeinden cantonales respectives. 
Le taux de participation le plus élevé est dans le Canton de Schaffhouse avec 86,3 %. À l'inverse, seul 18,7 % du corps électoral du Canton de Schwytz prend part au vote, ce qui représente le plus faible taux cantonal de participation pour ces élections. Le Canton de Zurich voit la plus forte progression de la participation : plus de 59,3 % du corps électoral prend part au scrutin, ce qui représente un bond de 40,7 points.

## Législature 1866-1869
Les liens (et couleurs) renvoient sur les partis héritiers actuels de ces formations politiques d'antan. Certaines formations sont passées de gauche au centre-droit (GR, CL ⇒ PLR), d'autres de la droite au centre-droit (PCC ⇒ PDC) ou  centre-gauche (DÉ ⇒ PEV). La Gauche Démocratique est restée à gauche aujourd'hui à travers les mouvements socialistes.
|  | Formations («Partis»)         | Sigles | Tendances politiques                           | Sièges au CN | Sièges au CE |
|  | ----------------------------- | ------ | ---------------------------------------------- | ------------ | ------------ |
|  | Gauche Radicale               | GR     | Radicaux, Radicaux-démocrates, Gauche          | 54           | 12           |
|  | Centre Libéral                | CL     | Libéraux, Modérés, Libéraux-démocrates, Centre | 38           | 13           |
|  | Parti catholique conservateur | PCC    | Conservateurs catholiques, Droite              | 22           | 14           |
|  | Gauche Démocratique           | GD     | Démocrates, Gauche                             | 10           | 1            |
|  | Droite Évangélique            | DE     | Conservateurs réformés, Droite                 | 4            | -            |
|  | Divers                        | Ind    | Divers                                         | -            | 2            |
|  | Vacant                        | -      | n/a                                            | -            | 2            |

## Résultats au Conseil national dans les cantons
| Canton             | Total | GD      | GR      | CL      | DE     | PCC     |
| ------------------ | ----- | ------- | ------- | ------- | ------ | ------- |
| Zurich             | 13    | 4 (+4)  | -       | 9 (-2)  | 0 (-2) | -       |
| Berne              | 23    | -       | 19 (-1) | -       | 4 (+1) | -       |
| Lucerne            | 7     | -       | 5       | -       | -      | 2       |
| Uri                | 1     | -       | -       | -       | -      | 1       |
| Schwytz            | 2     | -       | -       | 1 (+1)  | -      | 1 (-1)  |
| Nidwald            | 1     | -       | -       | -       | -      | 1       |
| Obwald             | 1     | -       | -       | -       | -      | 1       |
| Glaris             | 2     | -       | 1 (+1)  | 1 (-1)  | -      | -       |
| Zoug               | 1     | -       | -       | 1       | -      | -       |
| Fribourg           | 5     | -       | -       | 0       | -      | 5       |
| Soleure            | 3     | -       | 2       | -       | -      | 1       |
| Bâle Campagne      | 3     | -       | 2 (-1)  | 1 (+1)  | -      | -       |
| Bâle-Ville         | 2     | -       | 1       | 1       | -      | -       |
| Schaffhouse        | 2     | 1       | -       | 1       | -      | -       |
| Rhodes-Extérieures | 2     | -       | 1 (+1)  | 1 (-1)  | -      | -       |
| Rhodes-Intérieures | 1     | -       | -       | -       | -      | 1       |
| Saint Gall         | 9     | 3 (+1)  | 2       | 3 (-2)  | -      | 1 (+1)  |
| Grisons            | 5     | -       | 2       | 2       |        | 1       |
| Argovie            | 10    | -       | 2 (-2)  | 7 (+3)  | -      | 1 (-1)  |
| Thurgovie          | 5     | 2 (+1)  | 1       | 1 (-1)  | -      | 1       |
| Tessin             | 6     | -       | 3 (-1)  | 1       | -      | 2 (+1)  |
| Vaud               | 11    | 0 (-2)  | 7 (+2)  | 4       | -      | -       |
| Valais             | 5     | -       | 2       | -       | -      | 3       |
| Neuchâtel          | 4     | -       | 4       | -       | -      | -       |
| Genève             | 4     | -       | 0 (-4)  | 4 (+4)  | -      | -       |
|                    | 128   | 10 (+4) | 54 (-5) | 38 (+1) | 4 (-1) | 22 (+1) |